# جاناتان اکوستا
جاناتان اکوستا (انگلیسی: Jonathan Acosta؛ زادهٔ ۱۱ اکتبر ۱۹۸۸) بازیکن فوتبال اهل آرژانتین است.